# Rivera Amplification
Rivera Amplification – producent wysokiej klasy, ręcznie robionych, lampowych wzmacniaczy gitarowych. 
Założona przez Paula Riverę w 1976 roku, w południowej Kalifornii firma może pochwalić się takimi użytkownikami jak: Michael „Fish” Herring (Prince, Christina Aguilera), Jim Root, Mick Thomson (Slipknot), David Barry (Janet Jackson), James „Munky” Shaffer (Korn), Dave Navarro (Jane’s Addiction), Adam Jones (Tool), Bruce Watkins (Dolly Parton), Brian „Head” Welch, Dave „Snake” Sabo, Scotti Hill (Skid Row), David Rhodes (Peter Gabriel), David Williams (Michael Jackson), Martin Gore (Depeche Mode), Max Lundholm (Roxette), Rudolph Schenker (Scorpions), Terry Balsamo (Evanescence), Vivian Cambell (Def Leppard) i wielu innych.